# Sông Đắk Na
Sông Đắk Na (tên khác: Sông Đắk Yang Lay) là một con sông đổ ra sông Srêpốk. Sông có chiều dài 40 km và diện tích lưu vực là 152 km². Sông Đắk Na chảy qua các tỉnh Đắk Nông, Đắk Lắk.